# Wojciech Załuska
Wojciech Tomasz Załuska (ur. 25 października 1961 w Lublinie) – polski lekarz, internista i nefrolog, profesor nauk medycznych, profesor Uniwersytetu Medycznego w Lublinie i jego rektor w kadencjach 2020–2024 oraz 2024–2028.

## Życiorys
Absolwent III Liceum Ogólnokształcącego im. Unii Lubelskiej w Lublinie. W 1986 ukończył studia lekarskie na Akademii Medycznej w Lublinie. Doktoryzował się w 1992 na uczelni macierzystej na podstawie dysertacji zatytułowanej: Wpływ czasu leczenia dializami i ludzkiej rekombinowanej erytropoetyny na aktywność układu adrenergicznego u pacjentów hemodializowanych, której promotorem był profesor Andrzej Książek. Stopień naukowy doktora habilitowanego uzyskał w 2001 na AM w Lublinie w oparciu o pracę pt. Monitorowanie adekwatności hemodializy z uwzględnieniem bioimpedancyjnego pomiaru przestrzeni wodnych u chorych z przewlekłą niewydolnością nerek. Tytuł profesora nauk medycznych otrzymał 17 listopada 2005.
Zawodowo związany z Akademią Medyczną w Lublinie, przekształconą w Uniwersytet Medyczny, na którym w 2009 objął stanowisko profesora zwyczajnego, a później – po zmianach prawnych – stanowisko profesora. Pracę na AM w Lublinie rozpoczął w 1986 w Katedrze i Zakładzie Farmakologii, w 1987 przeszedł do Katedry i Klinki Nefrologii, obejmując tam w 2019 funkcję kierownika. W latach 2005–2012 był prodziekanem II Wydziału Lekarskiego z Oddziałem Anglojęzycznym, zaś w latach 2012–2020 dziekanem tej jednostki (w trakcie kadencji przekształconej w Wydział Lekarski). W czerwcu 2020 został wybrany na rektora UM w Lublinie w kadencji 2020–2024. W kwietniu 2024 uzyskał reelekcję na drugą kadencję.
Uzyskał specjalizacje z zakresu chorób wewnętrznych (pierwszego stopnia w 1989 oraz drugiego stopnia w 1996), nefrologii (1999), zdrowia publicznego (2004), hipertensjologii (2006) oraz transplantologii klinicznej (2011). W latach 2003–2018 był ordynatorem Oddziału Nefrologii i Nadciśnienia Tętniczego Wojewódzkiego Szpitala Specjalistycznego im. Stefana Kardynała Wyszyńskiego w Lublinie. W latach 2004–2009 pełnił funkcję konsultanta województwa lubelskiego w dziedzinie hipertensjologii, w 2009 został konsultantem województwa lubelskiego w dziedzinie nefrologii.
Opublikował okokoło 170 prac naukowych. Przebywał na stypendiach w Niemczech i USA. Był profesorem wizytującym w Renal Research Institute w Nowym Jorku oraz wykładowcą na Uniwersytecie w Marburgu. Członek stowarzyszeń naukowych, m.in. American Society of Nephrology i Polskiego Towarzystwa Nefrologicznego.

## Odznaczenia
Odznaczony Krzyżem Oficerskim Orderu Odrodzenia Polski (2025), a także Srebrnym (2005) i Złotym (2010) Krzyżem Zasługi. Otrzymał też Medal Komisji Edukacji Narodowej oraz Złoty Medal „Zasłużony dla Nauki Polskiej Sapientia et Veritas” (2023).